# Пышма (Свердловская область)
Пышма́ — посёлок городского типа в Свердловской области России, административный центр Пышминского района и Пышминского муниципального округа. Посёлок находится при впадении реки Юрмач в Пышму. Население — 9082 чел. (2023).
Расположен на Транссибирской магистрали Свердловской железной дороги (станция Ощепково) и автотрассе Екатеринбург — Тюмень.

## История
Территория вдоль реки Пышмы начала заселяться в середине XVII века. Слобода Пышминская была основана в 1646 году братьями Ощепковыми, выходцами из Великого Устюга.
В 1655 году в Пышминской слободе был построен острог.
В 1763 году был открыт Сибирский тракт, что сказалось на дальнейшем экономическом и хозяйственном развитии района. 27 декабря 1885 года открылось регулярное движение поездов через станцию Ощепково.
В 1943 году Пышма получила статус рабочего посёлка.
С 15 февраля 2016 года в рабочем посёлке образовано постоянное судебное присутствие Камышловского районного суда.
С 1 октября 2017 года согласно областному закону N 35-ОЗ статус Пышмы изменён с рабочего посёлка на посёлок городского типа (без уточнения типа).

### Богоявленская церковь
Каменный двухэтажный и двухпрестольный храм заложен в 1808 году, построен иждивением прихожан и на добровольные пожертвования благотворителей. Нижний тёплый храм был освящён в 1820 году во имя Богоявления Господня. А в 1842 году построен верхний храм и освящён во имя Святителя и Чудотворца Николая. В ограде церковной построены два флигеля: один в юго-западном углу ограды, занимаемый земским народным училищем; другой в северо-западном углу, занимаемый кладовой.
В 1922 году из храма был изъят 31 килограмм серебра, а в 1937 году он был закрыт. В советские годы в здании разместился музей. В 1990 году церковь частично возвращена Русской православной церкви. В храме имеются росписи.

## Население
| 1873    | 1959  | 1970  | 1979  | 1989    | 2002    | 2007    |
| ------- | ----- | ----- | ----- | ------- | ------- | ------- |
| 729     | ↗6570 | ↗7920 | ↗9270 | ↗11 515 | ↘10 262 | ↗10 428 |
| 2009    | 2010  | 2012  | 2013  | 2014    | 2015    | 2016    |
| ↘10 317 | ↘9806 | ↘9738 | ↗9777 | ↘9764   | ↗9784   | ↘9711   |
| 2017    | 2018  | 2019  | 2020  | 2021    | 2023    |         |
| ↗9748   | ↗9755 | ↘9715 | ↘9636 | ↘9224   | ↘9082   |         |

## Транспорт
Через Пышму проходит Транссибирская магистраль, связывающая Екатеринбург с Тюменью, а также другими городами Сибири и Дальнего Востока. В посёлке расположена станция Ощепково Свердловской железной дороги.
Помимо маршрутов в посёлки Пышминского района, существует сообщение с соседними городами и сёлами: Камышловом, Талицей, Богдановичем, Туринской Слободой, Байкаловом, Буткой, Тюменью.
Ближайшие аэропорты:
- Рощино — в Тюмени (153 км),
- Кольцово — в Екатеринбурге (170 км).

## СМИ
В Пышме выходят следующие газеты:
- Муниципальная газета «Пышминские вести». Выходит по средам и субботам. Оперативные новости, обсуждение статей. Тираж — 3500 штук.
- Рекламная газета «Пышма». Выходит по субботам. Тираж — 3000 штук.

## Знаменитые уроженцы
В Пышме родилась российская певица Екатерина Шаврина. Также в посёлке родился сценарист и дрессировщик тигров 
Иван Жадан.